# 송금 전투
송금 전투(松錦之戰)은 1641년과 1642년 중국 송산(松山)과 금주(錦州)에서 발생한 전투로, 각 앞글자를 따서 '송금'이라 칭하였다. 청(淸)의 군대의 금주 포위를 격파하고자 홍승주(洪承疇)의 10만 정예병이 파견되었으나, 팔기(八旗) 군사에게 송산에서 격파되었다. 홍승주와 남은 소수의 군사들은 송산에서 포위되었고 며칠 후에 패배하였다. 송산에서의 명(明)의 군대가 패배한 직후, 금주 수비병과 조대수(祖大壽)는 청에 투항하였다.

## 금주 포위전
원숭환(袁崇煥)의 시기, 명조는 요동(遼東) 방어 전략을 거의 바꾸지 않았다. 명의 지휘관들은 주로 요새 구축에 공을 들였고, 공세를 취하기 보다는 방어 무기로서 화포와 대포에 의존하는데 그쳤다. 한때 이러한 전략은 청군을 좌절시켰지만, 홍타이지(皇太極, Hong Taiji)는 결국 장기적인 포위전을 가능하게 할 보급선을 구축하는 식으로 군수 작전을 재편성함으로써 해결책을 마련할 수 있었다.
조대수는 이때 금주 방어를 책임지고 있었다. 대릉하 전투(大凌河戰鬪)에서 조대수는 청에 항복하면서 금주 점령을 청에 제안하였다. 금주를 취하자, 조대수는 다시 명군으로 돌아서서 금주를 통제하였다. 숭덕(崇德) 6년(1641) 지르갈랑(濟爾哈朗, Jirgalang)은 자신의 군대에게 금주를 탈환하고 도시를 포위할 것을 지시하였다. 이후 조대수는 북경에 서신을 보내어 강화를 요청하였다. 음력 4월, 홍타이지는 금주에 대한 포위를 계속하기로 결정하였다.

## 홍승주의 지원
원수 홍승주(洪承疇)는 숭정제(崇禎帝)의 명을 받고 조대수군을 구원하러 떠났다. 홍승주의 군대는 총병(總兵) 8명과 10만여 명의 병사로 구성되었다. 오삼계(吳三桂)와 조변교(曹變蛟)의 부대도 있었다.
음력 10월, 홍승주는 산해관(山海關)을 떠났고, 오삼계, 조변교, 왕박(王樸), 양국주(楊國柱), 당통(唐通), 백광은(白廣恩), 마과(馬科), 왕정신(王廷臣) 8명의 총병을 소환하였다. 이들의 지휘를 받는 명군은 화승총으로 무장한 보병 10만명에 기병 4만 명으로 구성되어 금주 구원의 명을 받았다. 반면 조대수는 금주 방어 태세를 유지하였고 송산, 행산(杏山), 탑산(塔山)을 호위익으로 활용하고 있었다. 청군측에서는 공유덕(孔有德), 경중명(耿仲明), 상가희(尙可喜)가 금주 포위군을 구원하도록 지시를 받았다.
홍승주는 송산과 금주 사이에 있는 유봉산(乳峰山)에 자신의 군대를 주둔시켰다. 전투 개전 초기에는 청군이 불리하였다. 이에 따라 홍타이지는 방어 태세를 유지하였고 명군 전선에 소규모 공격만 수행하였다. 적군이 지치자 홍타이지는 전격적인 공격을 가하였다. 인내심 없는 숭정제는 원수 홍승주에게 공세를 가하도록 지시하였지만, 이는 홍타이지의 계략에 빠지는 것이었다.
명군의 진격을 보자마자 홍타이지는 군대에게 명군의 퇴로를 따라 매복할 것을 지시하면서 명군의 보급병을 생포하였다. 이후 청군은 후퇴하는 적군을 모조리 살육하였다. 홍승주는 필사의 공격을 가하기로 결정하였으나 부하들은 반대하였다. 일부는 영원성(寧遠城)으로 후퇴하여 재보급을 해야 한다고 주장하였다. 홍타이지가 직접 군대를 지휘한다는 소식을 듣자마자 왕박 등은 홍승주의 지시 업시 후퇴를 결정하였다. 이들은 홍타이지에게 철저히 살육 당하였다. 5만 명의 군사들만이 전투에서 살아남았다.
홍승주의 군영에는 1만명의 군사만 남았으며, 이들은 송산으로 후퇴해야만 하였다. 조변교와 왕정신은  간신히 포위를 뚫고 홍승주 군에 가담하였다. 이로써 송산의 포위가 시작되었다.

## 송산 포위전
이후 송산은 금주와 같이 보급도 원군도 없는 불운에 처하였다. 홍승주는 여러 차례 포위를 뚫고자 하였으나 실패하였다. 조변교는 직접 홍타이지의 군영을 공격하여 홍타이지를 암살하고자 하였지만 실패하였다. 홍타이지는 직접 칼을 들어 자신을 보호하였고 조변교는 결국 홍타이지의 호위관으로부터 입은 상처와 함께 후퇴해야만 하였다. 홍승주의 다른 부하 송산부장(松山副將) 하승덕(夏承德)은 청과 내통하여 성문을 열기로 약속하였다. 이 과정에서 하승덕은 아들 하서(夏舒)를 인질로 보내어 항복 협상을 진행하였다. 다음해 음력 2월 18일, 청군은 마침내 돌파하였고 홍승주와 함께 요동순무(遼東巡撫) 구민앙(丘民仰)과 다른 장수들이 생포되었다. 홍타이지는 구민앙, 조변교, 왕정신을 처형하였지만, 홍승주는 성경(盛京)으로 호송되었다.
희망이 없어지자 조대수는 음력 3월 3일 항복할 수 밖에 없었다. 음력 4월, 탑산과 행산의 방어선은 파괴되었고 송금 전투는 이로써 종료되었다.

## 결과
홍타이지는 홍승주가 우수하고 영민한 장수라고 보고 그를 설득하여 청으로 항복시키고자 하였다. 홍승주는 거절하였지만, 범문정(范文程)이 간신히 설득하여 홍승주의 동의를 받았다. 홍승주는 정황기(正黃旗)에 예속되었고 순치(順治) 연간에는 남경의 군사 지휘관이 되었다. 후에 홍승주는 남명(南明)의 장수들을 설득하여 항복시켰고, 화남(華南) 정복을 재촉하였다.
원숭환 처형 이후, 홍승주의 항복은 명조에 큰 타격을 주었다. 명을 지킬 다른 장수가 없었던 것이다. 오삼계의 항복으로 청이 중국을 정복하는데 있어 더 이상의 장애물은 없었다.

## 같이 보기
- 대릉하 전투
- 명청 전쟁
- 오삼계
- 조대수
- 홍승주
- 홍타이지

## 참고문헌
1. ↑  Frederic Wakeman, Jr., The Great Enterprise: The Manchu Reconstruction of Imperial Order in Seventeenth-Century China (Berkeley and Los Angeles: University of California Press, 1985), pp. 213 (the Manchus counted 53,783 enemy corpses after the first engagement outside Songshan), 214 (Hong Chengchou tries to break the siege, but his troops are soundly defeated), 214–15 (a force of 6000 men is entirely lost, "either through death in battle or desertion"), and 216 ("more than one hundred officers and three thousand soldiers" are executed after the Qing seized Songshan).
2. 1 2  李, 思平 (2007). 《大清十二帝》. 中国，北京: 北京出版社. 62쪽. ISBN 978-7-200-06762-0.
3. ↑  Zhao, Erxun (1928). “清史稿” [Draft History of the Qing]. 《Chinese Text Project》 (중국어). 78–79쪽. 2023년 8월 11일에 확인함.